# زامیرا گریگوریان
زامیرا ولادیمیری گریگوریان (ارمنی: Զամիրա Վլադիմիրի Գրիգորյան؛  ۱ اوت ۱۹۴۴) یک بازیگر اهل ارمنستان است. وی از سال‌ میلادی تا کنون مشغول فعالیت می‌باشد.

## زندگی‌نامه
وی در ۱ اوت ۱۹۴۴ در تفلیس به دنیا آمد و از دانشگاه تئاتر و فیلم شوتا روستاولی فارغ‌التحصیل شد. وی همچنین برندهٔ جوایزی همچون هنرمند افتخاری گرجستان شوروی شده‌است.